# Aérodrome d'Avranches - Le Val-Saint-Père
L’aérodrome d’Avranches - Le Val-Saint-Père (code OACI : LFRW) est un aérodrome civil français agréé à usage restreint, situé sur la commune du Val-Saint-Père à 3 km au sud-ouest d’Avranches dans le département de la Manche en région Normandie.
Il est utilisé pour la pratique d’activités de loisirs et de tourisme (aviation légère).

## Histoire
Ouvert officiellement en 1934, il a la particularité d’être situé sur les herbus, la zone submersible de la baie du Mont-Saint-Michel, à l'embouchure de la Sée.
En 1937, Antoine de Saint-Exupéry s’y est posé à deux reprises avec un Caudron Simoun.
Entre 1934 et 2007, il a été géré par l’aéroclub des grèves du Mont Saint Michel. En 2007 cette gestion a été reprise par la communauté de communes d'Avranches.

## Installations
L’aérodrome dispose de deux pistes en herbe orientées sud-nord :
- une piste 03/21 longue de 880 mètres et large de 108. Elle comprend une bande en asphalte longue de 400 mètres et large de 10 ;
- une piste 14/32 longue de 550 mètres et large de 60.

Les bâtiments sont situés en zone non submersible par les marées, à environ 10 mètres d'altitude, tandis que les deux pistes sont situées à une altitude d'environ 8 à 9 mètres, ce qui fait qu'elles sont potentiellement recouvertes par la mer dès que le coefficient de marée approche les 110 ; pour cette raison, l’aérodrome est à usage restreint toute l’année.
L’aérodrome n’est pas contrôlé. Les communications s’effectuent en auto-information sur la fréquence de 119,785 MHz.
S’y ajoutent :
- une aire de stationnement ;
- un hangar ;
- une station d’avitaillement en carburant (100LL)[3].

## Activités
- Aéroclub des grèves du Mont Saint-Michel